# آسیاب‌آبی پل زمان‌خان
آسیاب آبی پل زمانخان، در مجاورت پل زمانخان مربوط به دوره قاجار است که در شهر سامان قرار دارد. این اثر در تاریخ ۲۷ بهمن ۱۳۷۸ با شمارهٔ ثبت ۲۵۹۳ در آثار ملی ایران به ثبت رسیده است.

## موقعیت جغرافیایی
آسیاب آبی پل زمان خان در کنار پل زمان خان و در ۵ کیلومتری شهر سامان، از توابع شهرستان سامان واقع شده است.

## پیشینه
این آسیاب به دستور زمان‌خان (رئیس ایل نفر از ایلات خمسه در استان فارس و از سرداران معروف شاهان صفویان) که زمانی دامنه کوچ آن‌ها تا منطقه سامان می‌رسید بر روی رودخانه زاینده‌رود احداث گردید. 
ایل نفر از ایلات بزرگ استان فارس بوده و ایلخانان نفر از دوره صفویه، بویژه در دوره های افشاریه و زندیه و اوایل قاجاریه در استان فارس مناصب مهم سیاسی و نظامی را در اختیار داشتند از جمله حاج حسین خان نفر، محمدتقی خان نفر و علی اکبرخان نفر. 
طوایف ایل نفر امروزه عُمدتاً در شهرستان های مرودشت و لارستان واقع در استان فارس زندگی می‌کنند.